# Джордж Брін
Джордж Брін (англ. George Breen, 19 липня 1935 — 9 листопада 2019) — американський плавець.
Призер Олімпійських Ігор 1956, 1960 років.
Переможець Панамериканських ігор 1959 року.